# Lyakit
Lyakit (ryska: Лекит) är en ort i Azerbajdzjan.   Den ligger i distriktet Qax Rayonu, i den norra delen av landet, 280 km väster om huvudstaden Baku. Lyakit ligger 486 meter över havet och antalet invånare är 1 510.
Terrängen runt Lyakit är varierad. Närmaste större samhälle är Çinarlı, 5,8 km öster om Lyakit. 
Omgivningarna runt Lyakit är en mosaik av jordbruksmark och naturlig växtlighet. Runt Lyakit är det ganska glesbefolkat, med 35 invånare per kvadratkilometer.